# Xã Crofte, Quận Burleigh, Bắc Dakota
Xã Crofte (tiếng Anh: Crofte Township) là một xã thuộc quận Burleigh, tiểu bang Bắc Dakota, Hoa Kỳ. Năm 2010, dân số của xã này là 199 người.